# 日産・サニーRZ-1
サニーRZ-1（サニー アールズィー・ワン、SUNNY RZ-1）とは、かつて日産自動車が製造販売していたクーペ型小型乗用車（スペシャルティカー）である。

## 概要
1986年2月、B12型サニー派生のクーペとして登場。RZ-1の名称の由来は「Runabout Zenith No.1」の頭文字から創作された造語である。キャッチコピーは当初が「男1、女1、2′s Coupe」、1987年11月のマイナーチェンジ以降は「美しいから、ころがしたい。」。
基本コンポーネンツはセダンおよび3ドアハッチバック、カリフォルニア（ステーションワゴン）と共通だが、ボディ外板の多くは専用設計である。セダンや3ドアハッチバック、カリフォルニアは角張ったスクエア基調のデザインをしていたが、それ以上にエッジを強調したシャープな外観を与えられている。強いスラント角を持ったフロントマスク、ブリスターフェンダー、ラップアラウンドウィンドウ処理されたガラスを持つリアハッチゲートが特徴。内装デザインは基本的にセダン・ハッチバックと共通。
エンジンは当初、1.5L 直4SOHCのE15S型およびE15ET型（ターボ付）の2種類。TYPE BはTYPE AにはないパワーウィンドウやAM/FMラジオが標準装備される。また、タイヤサイズも異なる。
海外輸出は、ほとんどの地域で「セントラRZ-1」として輸出されたほか、欧州では「サニークーペ」として販売していた。
1986年8月、マイナーチェンジ。CA16DE型（1.6L 直4DOHC）を搭載し5速フロアMTや4速フロアATを組み合わせた「TWINCAMシリーズ」を追加。エクステリアについては、TWINCAM TYPE Bはサンルーフをオプションで選択できる。また、TWINCAM TYPE Bをベースに「TWINCAM NISMO」と呼ばれるグレードも設定された。これは専用サスペンションやエアロパーツ、アルミホイール、フォグランプが標準装備され、内装の一部変更などを施したスポーツ仕様であり、ボディカラーはブラックのみ、パワーウィンドウも装備されないスパルタンなモデルである。
1987年11月、マイナーチェンジ。フロントグリルやテールレンズを変更し、E15型エンジンを廃止してGA15S型エンジンを搭載。これによりターボモデルは廃止された。
1988年6月、フロントビスカスLSDなどのオプション装備を追加。
1989年1月、装備を充実させたTYPE Jを追加。
1990年1月、エクサとの統合後継車種となるNXクーペの登場に伴い、販売終了。

## 諸元
| 車両型式               | B12型                            | B12型                                                                         | B12型                                | B12型                               |
| 車両型式               | HB12                             | FB12                                                                          | HB12                                 | EB12                                |
| グレード               | 1.5 TYPE A / TYPE B / TYPE J     | 1.5 TYPE A / TYPE B / TYPE J                                                  | 1.5 TURBO TYPE A / TYPE B            | 1.6 TWINCAM TYPE A / TYPE B / NISMO |
| エンジン型式           | E15S                             | GA15S                                                                         | E15ET                                | CA16DE                              |
| 種類・シリンダー数     | SOHC・直列4気筒                  | SOHC・直列4気筒                                                               | SOHC・直列4気筒・ターボ              | DOHC・直列4気筒                     |
| 総排気量 (cc)          | 1,487                            | 1,497                                                                         | 1,487                                | 1,598                               |
| 最高出力 (PS / rpm)    | 73 / 5,600                       | 85 / 6,000                                                                    | 100 / 5,600                          | 120 / 6,400                         |
| 最高トルク (kgm / rpm) | 11.8 / 3,200                     | 12.5 / 3,600                                                                  | 16.0 / 3,600                         | 15.0 / 5,200                        |
| 使用燃料               | ガソリン                         | ガソリン                                                                      | ガソリン                             | ガソリン                            |
| 使用燃料               | 無鉛レギュラー                   |                                                                               |                                      |                                     |
| 燃料タンク容量 (L)     | 50                               | 50                                                                            | 50                                   | 50                                  |
| 車両重量 (kg)          | 940 - 970                        | 940 - 990 (TYPE A / TYPE B) 970 - 1,000 (TYPE J)                              | 990 - 1,040                          | 1,040 - 1,090                       |
| 備考                   | 1986年2月 - 1987年11月生産モデル | 1987年11月 - 1990年1月生産モデル TYPE J は1989年1月 - 1990年1月生産モデルのみ | 1986年2月 - 1987年11月生産モデルのみ | 1986年8月 生産モデル以降に追加      |